# Toporiwzi (Tscherniwzi)
Toporiwzi (ukrainisch Топорівці; russisch Топоровцы Toporowzy, rumänisch Toporăuți, deutsch (bis 1918) Toporoutz) ist ein Dorf in der Bukowina im Zentrum der ukrainischen Oblast Tscherniwzi mit etwa 4400 Einwohnern (2004).

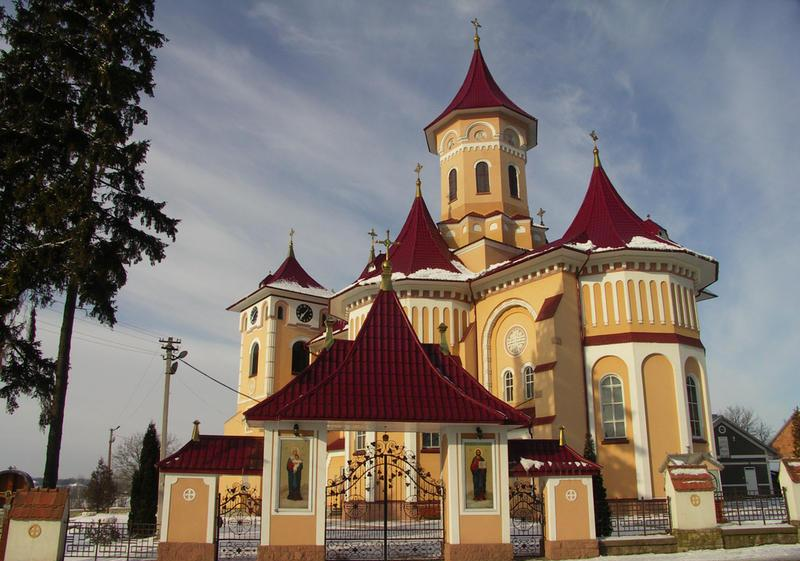
Die zwischen 1911 und 1914 erbaute Elias-Kirche in Toporiwzi

Das 1412 erstmals in einer Urkunde des moldauischen Besitzers schriftlich erwähnte Dorf liegt an der Territorialstraße T–26–03 sowie am 29 km langen Hukiw (Гуків), einem linken Nebenfluss des Pruth. Das Dorf befindet sich 20 km nordöstlich der Oblasthauptstadt Czernowitz und 34 km nordwestlich vom ehemaligen Rajonzentrum Nowoselyzja.
Am 12. Juni 2020 wurde das Dorf zum Zentrum der neu gegründeten Landgemeinde Toporiwzi (Топорівська сільська громада/Toporiwska silska hromada). Zu dieser zählen auch die 3 in der untenstehenden Tabelle aufgelistetenen Dörfer aus dem Rajon Chotyn; bis dahin bildete es die Landratsgemeinde Toporiwzi (Топорівська сільська рада/Toporiwska silska rada) im Norden des Rajons Nowoselyzja.
Seit dem 17. Juli 2020 ist der Ort ein Teil des Rajons Tscherniwzi.
Folgende Orte sind neben dem Hauptort Toporiwzi Teil der Gemeinde:
| Name                     | Name       | Name                    | Name                   |
| ukrainisch transkribiert | ukrainisch | russisch                | rumänisch              |
| ------------------------ | ---------- | ----------------------- | ---------------------- |
| Botschkiwzi              | Бочківці   | Бочковцы (Botschkowzy)  | Bocicăuți, Bașcăuți    |
| Hrosynzi                 | Грозинці   | Грозинцы (Gronsinzy)    | Grozinți, Grozineț     |
| Kolinkiwzi               | Колінківці | Колинковцы (Kolinkowzy) | Colencăuți, Călincăuți |

Der 1914 fertiggestellte Gebäudekomplex der Kirche des Propheten Elias ist ein denkmalgeschütztes Kulturerbe der Ukraine.

## Söhne und Töchter der Ortschaft
- Sofia Vicoveanca (* 1941), Schauspielerin und Sängerin rumänischer Volksmusik